# Tor Skeie
Tor Skeie (ur. 8 sierpnia 1965 w Bergen) – norweski narciarz, specjalista narciarstwa dowolnego. Najlepszy wynik na mistrzostwach świata osiągnął podczas mistrzostw w Tignes, gdzie zajął 11. miejsce w skokach akrobatycznych. Startował w tej samej konkurencji na igrzyskach olimpijskich w Calgary zajmując 7. miejsce, były to jednak tylko zawody pokazowe. Startował także w skokach na igrzyskach w Lillehammer, gdzie zajął 15. miejsce. Najlepsze wyniki w Pucharze Świata osiągnął w sezonie 1988/1989, kiedy to zajął 8. miejsce w klasyfikacji generalnej, a w klasyfikacji skoków akrobatycznych wywalczył małą kryształową kulę.
W 1995 r. zakończył karierę.

## Osiągnięcia

### Igrzyska olimpijskie
| Miejsce | Dzień     | Rok  | Miejscowość | Konkurencja        | Zwycięzca            |
| ------- | --------- | ---- | ----------- | ------------------ | -------------------- |
| 15.     | 24 lutego | 1994 | Lillehammer | Skoki akrobatyczne | Andreas Schönbächler |

### Mistrzostwa świata
| Miejsce | Dzień    | Rok  | Miejscowość | Konkurencja        | Zwycięzca        |
| ------- | -------- | ---- | ----------- | ------------------ | ---------------- |
| 11.     | 4 lutego | 1986 | Tignes      | Skoki akrobatyczne | Lloyd Langlois   |
| 17.     | 5 marca  | 1989 | Oberjoch    | Skoki akrobatyczne | Lloyd Langlois   |
| 16.     | 14 marca | 1993 | Altenmarkt  | Skoki akrobatyczne | Philippe LaRoche |

#### Miejsca w klasyfikacji generalnej
- sezon 1985/1986: 116.
- sezon 1986/1987: 38.
- sezon 1987/1988: 48.
- sezon 1988/1989: 8.
- sezon 1990/1991: 101.
- sezon 1992/1993: 63.
- sezon 1993/1994: 127.
- sezon 1994/1995: 79.

#### Miejsca na podium
1. La Plagne – 18 grudnia 1988 (Skoki akrobatyczne) – 1. miejsce
2. Lake Placid – 15 stycznia 1989 (Skoki akrobatyczne) – 1. miejsce
3. Calgary – 21 stycznia 1989 (Skoki akrobatyczne) – 1. miejsce
4. La Clusaz – 11 lutego 1989 (Skoki akrobatyczne) – 2. miejsce
5. Lillehammer – 28 marca 1993 (Skoki akrobatyczne) – 3. miejsce

- W sumie 3 zwycięstwa, 1 drugie i 1 trzecie miejsce.